# Palce lizać
Palce lizać – polski serial komediowo–obyczajowy emitowany od 31 października do 25 grudnia 1999 na antenie TVP1, wymyślony przez reżyserów Michała Kwiecińskiego i Radosława Piwowarskiego.
Serial zdobył trzecie miejsce w plebiscycie Telekamery 2000 w kategorii Serial.

## Fabuła
Stanisław Rudzki – kucharz okrętowy z wieloletnim stażem pracy wraca do domu, do ukochanej, znacznie młodszej żony, Katarzyny. Potem okazało się, że ona miała młodego kochanka, Ryszarda. Nie mogąc tego znieść, Stanisław postanowił opuścić własny dom i rusza przed siebie. Pewnego dnia trafił do lokalu „Pod Łosiem”, którego właścicielką była starsza pani Celina. Zajazd nie prosperował najlepiej, gdyż przede wszystkim brakowało w nim dobrego kucharza. Dotychczas stanowisko to zajmowała „Frytka”, lecz straciła serce do gotowania, jednak Staś został w zajeździe i rozpoczął w nim pracę.

## Obsada
| Rola              | Aktor                     |
| Role główne       | Role główne               |
| ----------------- | ------------------------- |
| Stanisław Rudzki  | Krzysztof Kowalewski      |
| Katarzyna Rudzka  | Edyta Olszówka            |
| Ryszard           | Rafał Królikowski         |
| Pani Celina       | Hanka Bielicka            |
| Frytka            | Jadwiga Jankowska-Cieślak |
| Role drugoplanowe |                           |
| Pawełek           | Paweł Deląg               |
| Wandzia Miłoszek  | Sara Müldner              |
| Paola             | Magdalena Curyk           |
| Danuta Kalisiak   | Hanna Śleszyńska          |
| Józef Kalisiak    | Sławomir Sośnierz         |
| Pani Ropowa       | Marta Lipińska            |
| Michaś            | Antoni Sobiecki           |
| Beata Połój       | Katarzyna Herman          |
| Pan Żelazny       | Sławomir Orzechowski      |

## Spis serii
| Seria | Sezon       | Odcinki | Premiera serii       | Finał serii     | Pora emisji     |
| ----- | ----------- | ------- | -------------------- | --------------- | --------------- |
| 1     | jesień 1999 | 1–9 (9) | 31 października 1999 | 25 grudnia 1999 | niedziela 18.05 |

## Spis odcinków
| Data pierwszej emisji | Nr | Tytuł             | Reżyser odcinka     |
| --------------------- | -- | ----------------- | ------------------- |
|                       |    |                   |                     |
| 31 października 1999  | 1  | Żona              | Radosław Piwowarski |
|                       |    |                   |                     |
| 7 listopada 1999      | 2  | Wielkie pieniądze | Radosław Piwowarski |
|                       |    |                   |                     |
| 14 listopada 1999     | 3  | Kucharz           | Radosław Piwowarski |
|                       |    |                   |                     |
| 21 listopada 1999     | 4  | Ojciec            | Radosław Piwowarski |
|                       |    |                   |                     |
| 28 listopada 1999     | 5  | Pojedynek         | Michał Kwieciński   |
|                       |    |                   |                     |
| 5 grudnia 1999        | 6  | Zmowa             | Michał Kwieciński   |
|                       |    |                   |                     |
| 12 grudnia 1999       | 7  | Kontrola          | Michał Kwieciński   |
|                       |    |                   |                     |
| 19 grudnia 1999       | 8  | Zaginiony         | Michał Kwieciński   |
|                       |    |                   |                     |
| 25 grudnia 1999       | 9  | Niespodzianka     | Radosław Piwowarski |
|                       |    |                   |                     |